# Caterina Gabrielli

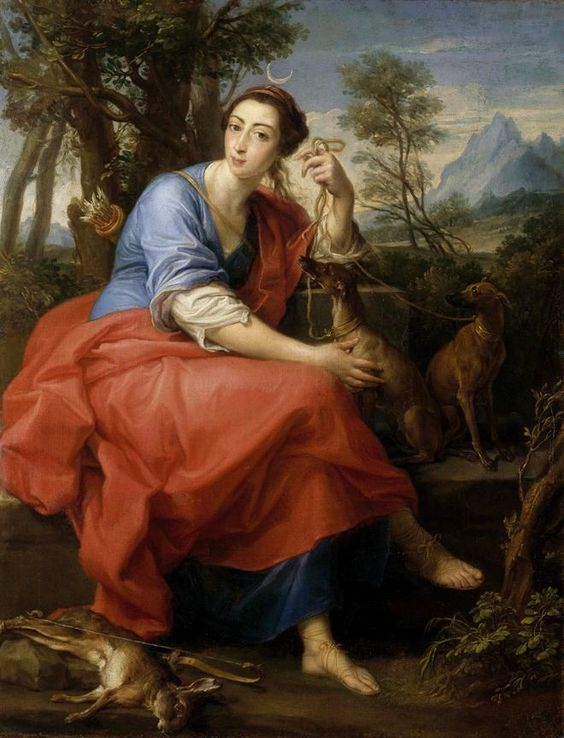
Caterina Gabrielli als Diana, 1751, Gemälde von Pompeo Batoni

Caterina Gabrielli (auch: Gabrieli; * 12. oder 13. November 1730 in Rom; † 16. Februar oder 16. April 1796 in Rom oder Bologna) war eine berühmte italienische Opernsängerin (Sopran bzw. Koloratursopran), die u. a. als prima donna in Werken von Galuppi, Gluck, Traetta und Mysliveček auftrat. Sie war auch als „la coghetta“, „la cochetta“ oder „cochettina“ bekannt, was sich auf ihre Herkunft als Tochter eines Kochs bezog, aber zugleich auch ein Wortspiel mit dem französischen la coquette (die Kokette) ist.
Die Sängerin Francesca Gabrielli (* um 1735), die sie auf ihren Reisen begleitete und oft an ihrer Seite als seconda donna bzw. in Nebenrollen auftrat, war ihre Schwester.

## Leben
Sie wurde als Caterina Fatta in Rom geboren, wo ihr Vater als Koch beim Fürsten Gabrielli arbeitete. Es heißt, dieser habe ihr Gesangstalent entdeckt, als er beim Spazierengehen in seinem Garten die 14-jährige Caterina eine Arie von Galuppi singen hörte. Der Fürst war so angetan von ihrem Gesang und ihrer Naturstimme, dass er sie zunächst bei Garzia (Francisco Javier García Fajer, genannt „il Spagnoletto“) ausbilden ließ – daher übernahm sie später aus Dankbarkeit den Familiennamen des Fürsten; später studierte sie bei Porpora. Schon während der Ausbildungszeit ließ Fürst Gabrielli das junge Mädchen in Konzerten auftreten, zum Entzücken der römischen Gesellschaft.
Ihr Operndebüt hatte sie 1747 mit 17 Jahren in Lucca in Galuppis Sofonisba. Der Altkastrat Guadagni soll ihr Ratschläge gegeben und ihren Geschmack gebildet haben, obwohl sie ihn mit ihrem Bravourgesang beinahe „an die Wand“ gesungen hätte. In den folgenden Jahren trat sie an verschiedenen Theatern Italiens auf, bevor sie 1750 am Teatro San Carlo in Neapel in Jommellis Didone debütierte. Mit ihrer Ausführung der Arie „Son regina e son amante“ aus dieser Oper soll sie das Publikum so sehr in rauschende Begeisterung versetzt haben, dass ihr Ruf von da an gesichert war.
Neben ihrer Gesangskunst war die Gabrielli auch wegen exzentrischen und kapriziösen Verhaltens bekannt. Sie hatte Scharen männlicher Verehrer. Über ihr Leben gibt es eine Reihe schillernder Anekdoten; in einigen italienischen Städten soll man sie sogar wegen „schlechten Betragens“ hinausgeworfen haben.
1755–56 war sie in Wien, wo sie am Kaiserhof und im Burgtheater u. a. in einigen Uraufführungen von Gluck mitwirkte: in La danza, L’innocenza giustificata, Il re pastore und 1760 auch in Tetide. Der kaiserliche Hofdichter Metastasio bezeichnete sie als „l’astro novello del cielo musicale“ (neuer Stern am musikalischen Himmel) und soll sie bezüglich theatralischer Deklamation beraten haben. Auch Kaiser Franz I. Stephan war entzückt von ihr. Die Gabrielli soll außerdem, wie auf all ihren Wegen, auch in Wien Scharen von Anbetern gehabt haben, darunter die Botschafter von Portugal und Frankreich. Eine Anekdote berichtet, dass der letztere sie beim Techtelmechtel mit einem Liebhaber erwischte, und sie in einem Eifersuchtsanfall beinahe mit seinem Degen erstochen hätte, nur ihr Korsett aus Fischbein habe das Schlimmste verhindert. Sie habe dem Täter jedoch verziehen, unter der Bedingung, dass er ihr die Waffe gebe, damit sie darin folgenden Spruch eingravieren lassen konnte: „Degen von Monsieur …, der es wagte die Gabrielli zu erstechen, Datum usw.“. Metastasio habe sie jedoch dazu gebracht, den Degen zurückzugeben.
Ende der 1750er Jahre war sie zwischenzeitlich wieder an verschiedenen italienischen Theatern und wurde von Galuppi in mehreren Erstaufführungen als prima donna eingesetzt: in L’Ipermestra (14. Januar 1758, Mailand), Demofoonte (Juni 1758, Padua) und in La clemenza di Tito (26. Dezember 1759, Turin). Zu dieser Zeit begann auch Caterina Gabriellis fruchtbare und lange Zusammenarbeit mit Tommaso Traetta, als sie in Parma zuerst die weibliche Titelrolle in dessen Ippolito ed Aricia sang (UA am 9. Mai 1759), dann im Karneval 1760 in Turin in Enea nel Lazio und im Frühling 1760 in Parma die Telaira in I Tindaridi.
1760 war sie noch einmal in Wien und sang dort in den Uraufführungen von Hasses Alcide al bivio (8. Oktober 1760) und von Traettas Armida (3. Januar 1761).
Ab 1761 trat sie wieder an verschiedenen Theatern Italiens auf, u. a. in Turin und Mailand, insbesondere wieder in Opern von Traetta. Vor allem hatte sie zwischen 1763 und 1767 ein Engagement in Neapel am bedeutenden Teatro San Carlo, zeitgleich mit dem berühmten Tenor Anton Raaff und Francesca Gabrielli. Neben diesen sang sie u. a. in einer Reihe von Uraufführungen bedeutender Opernkomponisten, wie in Guglielmis L’olimpiade (4. November 1763), Sacchinis Lucio Vero (4. November 1764), Piccinnis Il gran Cid (4. November 1766), und in Myslivečeks Il Bellerofonte (20. Januar 1767).
Es folgte eine Episode in Sizilien, wovon eine berühmte Anekdote berichtet: die Gabrielli habe in Palermo den Vizekönig brüskiert, weil sie zuerst eine Einladung vergaß und dann im Theater nur sotto voce (mit halber Stimme) sang. Als sie sich auch auf seinen Befehl hin weigerte, mit voller Stimme zu singen, musste sie für 12 Tage ins Gefängnis, wo sie den Insassen nicht nur ihr ganzes Repertoire vorsang, sondern auch deren Schulden beglich.
1772 begab die Gabrielli sich nach St. Petersburg an den Hof von Katharina der Großen, die auf die Gagenforderungen der Sängerin erstaunt reagierte und ausgerufen haben soll: „5000 Dukaten ! Soviel bekommen ja nicht einmal meine Feldmarschälle.“ Darauf die Gabrielli: „Dann lasst doch Eure Feldmarschälle für Euch singen.“ Die Zarin soll darauf jedoch mit Humor und Verständnis reagiert haben und die Sängerin großzügig entlohnt haben. Während ihrer Zeit in Russland bis 1775 arbeitete sie wieder mit Tommaso Traetta zusammen und sang u. a. als prima donna in den Uraufführungen seiner Opern Antigona (1772), Amore e Psiche (1773) und Lucio Vero (1774).
Im Anschluss (1775–76) wurde Caterina Gabrielli nach England eingeladen, wo sie etwas kühler und zurückhaltender empfangen wurde als gewohnt. In London sang sie u. a. in Piccinnis Caio Mario und in einigen Werken von Venanzio Rauzzini (Didone abbandonata und L‘ali d‘amore). In all diesen Aufführungen sang Rauzzini selber die männlichen Hauptrollen, und auch Francesca Gabrielli war wieder mit von der Partie. 

Charles Burney schrieb über Caterina Gabrielli:
„Da war eine solche Grazie und Würde in ihren Gesten und ihrer Haltung, dass jedes unvoreingenommene Auge davon angezogen wurde; in der Tat füllte sie die Bühne und besetzte die Aufmerksamkeit der Zuschauer so sehr mit Beschlag, dass man nichts anderes beachtete, solange sie zu sehen war.“

Bezüglich ihrer Gesangskunst hob er die Präzision und Akkuratesse ihrer Ausführungen und Intonation hervor, und die absolut berückende Qualität ihrer Stimme. Darüber hinaus fand er, sie sei „die intelligenteste und besterzogene virtuosa, mit der ich mich je unterhalten habe, nicht nur über Musik, sondern über jedes Thema, über das eine wohlerzogene Dame, die die Welt gesehen hatte, informiert sein konnte“.
Zurück in Italien sang sie in Venedig 1777 einige Aufführungen neben dem jungen Pacchierotti. Ihre erste Bravourarie soll sie derart wundervoll gesungen haben, dass der Sopranist befürchtete, dass er gegen sie keine Chance habe, er flüchtete sich hinter die Kulissen und soll ausgerufen haben: “Povero me, povero me! Questo un portento!” (deutsch: „Ich Armer, ich Armer! Das ist ein Wunder!“) Man soll ihn nur unter Schwierigkeiten dazu gebracht haben, auf die Bühne zurückzugehen, aber als er schließlich doch sang, war die Gabrielli darüber ebenso hingerissen.
Im Karneval 1780 in Mailand trat Caterina Gabrielli neben dem Sopranisten Luigi Marchesi auf (in Mysliveceks Armida), und obwohl sie nun schon 50 war, soll es zu einem wahren Krieg der jeweiligen Anhänger der beiden Virtuosen gekommen sein, und es kam nicht nur im Theater zu Saalschlachten, sondern auch auf den Straßen und in den Cafés.
Gegen Ende ihrer Bühnenlaufbahn wirkte sie in Venedig. Zu den letzten Werken, die für sie geschrieben wurden, gehören die Rolle der Antiope in Galuppis L’Anfione (UA. 27. Mai 1780, Venedig) und Pasquale Anfossis Nitteti (Himmelfahrt 1780, Venedig, Teatro San Benedetto) und Zemira (26. Dezember 1781, ebenda).
Danach zog sie sich von der Opernbühne zurück und ging nach Rom, wo sie noch ab und zu in Konzerten sang. Sie lebte jedoch ansonsten ein zurückgezogenes Leben und spendete großzügig für karitative Zwecke. Laut Ferris verbrachte sie ihre letzten Jahre in Bologna.
Im April 1796 starb sie an einer vernachlässigten Erkältung.

## Stimme
Caterina Gabrielli war eine der berühmtesten und bedeutendsten Sängerinnen des 18. Jahrhunderts und aus heutiger Sicht ein typischer Koloratursopran. Laut Jérôme Lalande (in: Voyage en Italie) reichte ihre Stimme vom tiefen b bis c‘‘‘ „mit voller Stimme“, und bis f‘‘‘ „im Falsett“; ihre Stimme sei außergewöhnlich gewesen durch ihre Fülle, Ausgewogenheit, Biegsamkeit und Leichtigkeit, und alle Sängerinnen in Italien hätten versucht, sie zu imitieren.
Christian Friedrich Daniel Schubart widmete der Gabrielli eine enthusiastische Beschreibung in seinen Ideen zu einer Aesthetik der Tonkunst (Stuttgart, 1806):

„Katharina Gabrieli (sic!) ist der Triumph der heutigen Singkunst! Sie hat ausser ordentliche Höhe, und ungewöhnliche Tiefe; liest blitzschnell; und bringt alle Passagen, die schnellen wie die langsamen mit ungewöhnlicher Fertigkeit heraus. Damit vereinigt sie noch eine Eigenthümlichkeit des Herzens; und ein so höchst reines Gefühl, dass sie wohl mit Recht unter die ersten Sängerinnen gezählt wird, die Welschland hervorgebracht hat. Doch behaupten alle Kenner, dass sie nur fürs Theater tauglich sey, und in der Kirche keine allzu günstige Rolle spiele. Diess ist leicht begreiflich, wenn man an die ungeheuern Läufer (sic!) denkt , an die sie sich gewöhnt hat. Auch scheint ihr Genie sich mehr zum Komischen als zum Tragischhohen hin zu neigen. Sie erregt daher mehr Erstaunen, Stutzen oder gar Lachen, als ein stilles, süsses hinbrütendes Gefühl. Schwerlich wird aber eine Sängerinn (sic!) gefunden werden, wenn es nicht unsere grosse deutsche Mara ist, die es ihr an Biegsamkeit der Kehle, am Zerschmelzen der Töne, und sonderlich am Portamento gleichthut.“

## Einzelanmerkungen
1. ↑  andere Namensvarianten: Catterina, Catarina oder Cattarina; Nachname auch: Gabbrielli. Siehe: „Gabrielli, Catarina“, in: Christoph Willibald Gluck. Sämtliche Werke, GluckWV-online, URI: http://www.gluck-gesamtausgabe.de/gwv/personenregister/eintrag/gabrielli-catarina.html (3. September 2019)
2. ↑  eigentlich (z. T. dialektal): La Coghetta, Goghetta, Cuoghetta. Siehe: „Gabrielli, Catarina“, in: Christoph Willibald Gluck. Sämtliche Werke, GluckWV-online, URI: http://www.gluck-gesamtausgabe.de/gwv/personenregister/eintrag/gabrielli-catarina.html (3. September 2019)
3. ↑  Gabrielli, Caterina (1730–1796), in: Women in World History: A Biographical Encyclopedia, 2002, Online auf: „encyclopedia.com“ (gesehen am 31. August 2019)
4. 1 2 3 4 5 6 7  François-Joseph Fétis: „Gabrielli (Catherine)“, in: Biographie universelle des musiciens, Bd. 4, 2. Aufl., Paris 1860–1868, S. 230–232. Online auf: gallica.bnf.fr / Bibliothèque nationale de France (französisch; abgerufen am 29. August 2019)
5. 1 2 3  George T. Ferris: Caterina Gabrielli, in: Great singers, Bd. I („Faustina Bordoni to Henrietta Sontag, First Series“), D. Appleton & Co, New York 1889, S. 32–55, hier S. 33. Online auf:  (gesehen am 31. August 2019)
6. 1 2 3 4   « mauvaise conduite ». „Caterina Gabrielli, dite la cochetta“, in: http://www.quellusignolo.fr/sopranos/gabrielli.html (französisch; Abruf am 3. September 2019)
7. ↑  „Gabrielli, Catarina“, in: Christoph Willibald Gluck. Sämtliche Werke, GluckWV-online, URI: http://www.gluck-gesamtausgabe.de/gwv/personenregister/eintrag/gabrielli-catarina.html  (http://www.gluck-gesamtausgabe.de/person/0 ) (3. September 2019)
8. 1 2 3 4  François-Joseph Fétis: „Gabrielli (Catherine)“, in: Biographie universelle des musiciens, Bd. 4 …, S. 230–232, hier: 231. Online auf: gallica.bnf.fr / Bibliothèque nationale de France
9. ↑  Interpretenliste der UA auf Corago  (Abruf am 4. September 2019)
10. ↑  Interpretenliste der UA auf Corago  (Abruf am 4. September 2019)
11. ↑  Daten der UA auf Corago  (Abruf am 4. September 2019)
12. ↑  Daten der UA auf Corago  (Abruf am 4. September 2019)
13. ↑  Daten der UA auf Corago (Abruf am 4. September 2019)
14. ↑  Daten der UA auf Corago  (Abruf am 3. September 2019)
15. ↑  Interpretenliste der UA auf Corago  (Abruf am 3. September 2019)
16. ↑  Interpretenliste auf Corago  (Abruf am 3. September 2019)
17. ↑  Interpretenliste auf Corago  (Abruf am 3. September 2019)
18. ↑  Interpretenliste auf Corago  (Abruf am 3. September 2019)
19. ↑  Interpretenliste auf Corago  (Abruf am 3. September 2019)
20. ↑  Interpretenliste auf Corago  (Abruf am 3. September 2019)
21. ↑  Dafür könnte es gute Gründe gegeben haben, wie z. B. eine vorübergehende Indisposition. Aber in den Quellen wird es immer als typische Launenhaftigkeit einer Primadonna ausgelegt.
22. ↑  George T. Ferris: Catarina Gabrielli, in: Great singers, Bd. I, … , New York 1889, S. 32–55, hier: S. 39–40. Online auf:
23. ↑  Daten auf Corago  (Abruf am 4. September 2019)
24. ↑  Interpretenliste auf Corago  (Abruf am 4. September 2019)
25. ↑  Daten auf Corago  (Abruf am 4. September 2019)
26. ↑  „There was such grace and dignity in her gestures and deportment as caught every unprejudiced eye; indeed, she filled the stage, and occupied the attention of the spectators so much, that they could look at nothing else while she was in view.“ George T. Ferris: Catarina Gabrielli, in: Great singers, Bd. I, … , New York 1889, S. 32–55, hier: S. 33–34. Online auf:
27. ↑  Furthermore, he extols the precicion and accuracy of her execution and intonation, and the thrilling quality of her voice. George T. Ferris: Catarina Gabrielli, in: Great singers, Bd. I, … , New York 1889, S. 32–55, hier: S. 52. Online auf:
28. ↑  „…the most intelligent and best-bred virtuoso with whom he ever conversed, not only on the subject of music, but on every subject concerning which a well-educated female, who had seen the world, might be expected to have information.“ George T. Ferris: Catarina Gabrielli, in: Great singers, Bd. I, … , New York 1889, S. 32–55, hier: S. 51–52. Online auf:
29. ↑  Ferris datiert die Begebenheit auf 1765, was vielleicht realistischer ist, da Pacchierotti zu der Zeit noch sehr jung und relativ unerfahren war. George T. Ferris: Catarina Gabrielli, in: Great singers, Bd. I, … , New York 1889, S. 32–55, hier: S. 47–48. Online auf:
30. ↑  François-Joseph Fétis: „Gabrielli (Catherine)“, in: Biographie universelle des musiciens, Bd. 4 …, hier: 231–232. Online auf: gallica.bnf.fr / Bibliothèque nationale de France
31. ↑  George T. Ferris: Catarina Gabrielli, in: Great singers, Bd. I, … , New York 1889, S. 32–55, hier: S. 47–48. Online auf:
32. ↑  Interpretenliste auf Corago  (Abruf am 4. September 2019)
33. 1 2  François-Joseph Fétis: „Gabrielli (Catherine)“, in: Biographie universelle des musiciens, Bd. 4 …, hier: 232. Online auf: gallica.bnf.fr / Bibliothèque nationale de France
34. ↑  Interpretenliste auf Corago  (Abruf am 4. September 2019)
35. ↑  Interpretenliste auf Corago  (Abruf am 4. September 2019)
36. ↑  George T. Ferris: Catarina Gabrielli, in: Great singers, Bd. I, … , New York 1889, S. 32–55, hier: S. 53. Online auf:
37. ↑  George T. Ferris: Catarina Gabrielli, in: Great singers, Bd. I, … , New York 1889, … hier: S. 54. Online auf:
38. ↑  La Gabrielli avait depuis si b jusqu'en ut de pleine voix, & jusqu'au fa en fausset ; cette étendue est très-rare, sa voix l'était également par la plénitude, l'égalité, la souplesse & la légèreté ; cette voix était faite pour être au-dessus des rossignols, elle a gâté les chanteuses d'Italie, qui toutes ont voulu l'imiter. Hier nach: „Caterina Gabrielli, dite la cochetta“, online auf: http://www.quellusignolo.fr/sopranos/gabrielli.html (französisch; 3. September 2019)
39. ↑  Christian Friedrich Daniel Schubart: Ideen zu einer Aesthetik der Tonkunst Stuttgart, 1806, S. 56, online auf archive.org (Abruf am 11. Februar 2020)

| Personendaten    | Personendaten                                                                                  |
| ---------------- | ---------------------------------------------------------------------------------------------- |
| NAME             | Gabrielli, Caterina                                                                            |
| ALTERNATIVNAMEN  | Gabrieli, Caterina; Gabrielli, Catarina; la Coghetta; la Cuoghetta; la Cochetta; la Cochettina |
| KURZBESCHREIBUNG | italienische Opernsängerin (Koloratursopran)                                                   |
| GEBURTSDATUM     | 12. November 1730 oder 13. November 1730                                                       |
| GEBURTSORT       | Rom                                                                                            |
| STERBEDATUM      | 16. Februar 1796 oder 16. April 1796                                                           |
| STERBEORT        | Rom oder Bologna                                                                               |